# Öreg Tjikko
Az Öreg Tjikko közönséges lucfenyő a svédországi Fulufjället hegy oldalában. Nevezetessége, hogy egyike a legöregebb ismert élőlényeknek. A korát mintegy 9550 évesnek becsülik, ezzel sokáig a világ legöregebb élőlényének számított. Jelenleg is a legöregebb közönséges luc, és a harmadik legöregebb klonális fa a világon. A növény eredeti törzse ugyan már régen elpusztult, azonban a földre lógó ágai, illetve a föld alatti gyökerei újabb törzseket tudnak növeszteni.
A korát a környezetében található növényi részek radiokarbonos vizsgálatával állapították meg, ugyanis a dendrokronológia a törzset károsítaná. A jelenlegi törzs ugyan csak pár száz éves, de maga a növény évezredeket élt túl a dugványozás (a földre érő növényi részek spontán gyökeret eresztenek) és vegetatív klónozás (a növény gyökerei a felszínre kerülve új törzset növesztenek) révén.

## Megjelenése
A fa gyökérzete a mérések szerint 9561 éves, ezzel a legöregebb élő közönséges luc. A svédországi Dalarna tartományban, a Fulufjället hegy oldalában nyúlik 5 méteres magasságba. Évezredekig csak egy elsatnyult bozót volt a helyi időjárás mostoha mivoltából, azonban a 20. században az enyhülő klíma lehetővé tette a fává cseperedést. A fát Leif Kullman, az Umeå egyetem geofizika professzora fedezte fel, aki ezt a növekedést össze is kötötte a globális felmelegedéssel, és elnevezte a kutyája után.

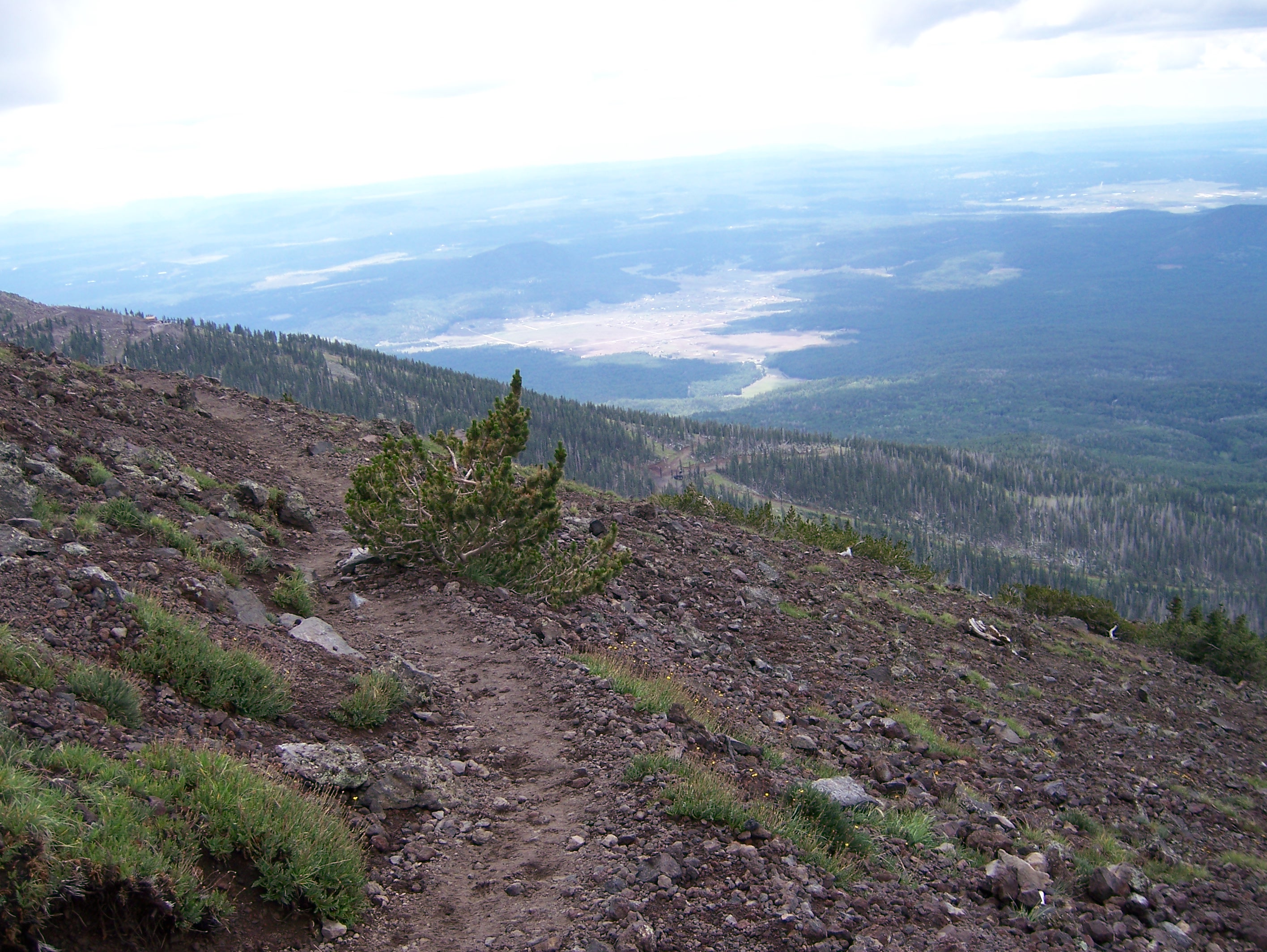
Példa egy bokorrá csökevényesedett fára

A fa túlélésének kulcsa a vegetatív klónozásban rejlik. Az eredeti tönk még ha el is pusztul, a föld alatt a gyökerek életben maradnak, és újabb hajtásokat hoznak az eredeti törzs környezetében. Ez a gyökérzet az, ami valójában majdnem tízezer évet élt meg, hiába lényegesen fiatalabb a látható törzs. A törzs élettartamára nagyjából 600 évet vélnek a kutatók. Emellett a hosszú, hideg telek során a lehulló hó a földbe nyomja az ágakat, amik így a mesterséges dugványozáshoz hasonló módon gyökeret tudnak ereszteni. Ilyen módon is tud szaporodni több más növényféle is, például a tengerparti mamutfenyő vagy az óriás tuja. A fa életkorát a gyökérzet szénizotópos kormeghatározásával lehet megállapítani. Eszerint a becsült életkora a mintáknak 3750, 5660, 9000 és 9550 év. Azonban a szénizotópok nem a magból kikelés időpontját rögzítik, ennek figyelembe vételével a fa i. e. 7550 körül kelhetett ki. Összehasonlításul nézzük az írás felfedezését! Az írásra vonatkozó első ismereteink i. e. 4000-ből valóak, ez 3000 évvel közelebb van a korunkhoz, mint az Öreg Tjikko kicsírázása. Azaz amikor az ember írni kezdett, a fa már matuzsálemi korúnak számított. A legújabb kutatások ráadásul a környéken egy teljes területet találtak, ahol mintegy 20 fa 8000 évnél idősebb.
Az Öreg Tjikko kora a lehetséges maximumhoz közeli azon a területen, mivel a Fenno-Skandináv jégtakaró a legutóbbi jégkorszak végén, mintegy 10000 éve húzódott vissza a Fulufjället hegy környékén.

## Látogatás
A fa csak kijelölt túravezetővel és csak előre foglalt belépővel látogatható. A természetvédelmi hatóságok mindenesetre a fa köré kerítés építését javasolják, hogy megóvják a lehetséges vandáloktól és trófeavadászoktól. Az időjárás miatt a fa csak nyáron látogatható.

## Fordítás
Ez a szócikk részben vagy egészben  az   Old Tjikko című angol Wikipédia-szócikk ezen változatának fordításán alapul.  Az eredeti cikk szerkesztőit annak laptörténete sorolja fel. Ez a jelzés csupán a megfogalmazás eredetét és a szerzői jogokat jelzi, nem szolgál a cikkben szereplő információk forrásmegjelöléseként.